# RuPaul
RuPaul Andre Charles (sinh ngày 17 tháng 11 năm 1960) là drag queen, ca sĩ, MC, diễn viên, người mẫu người Mỹ. Kể từ năm 2009, ông làm giám khảo cho cuộc thi RuPaul's Drag Race, chương trình mang về cho RuPaul hai giải Emmy vào các năm 2016 và 2017. RuPaul được coi là một trong những drag queen thành công về thương mại nhất tại Mỹ. Năm 2017, ông lọt vào danh sách 100 người có ảnh hưởng nhất trên thế giới của tờ Time.